# Adam Hall
Cet article concerne le joueur de hockey. Pour le romancier ayant employé ce pseudonyme, voir Elleston Trevor.
Adam Hall (né le 14 août 1980 à Kalamazoo dans l'État du Michigan aux États-Unis) est un joueur professionnel de hockey sur glace.

## Carrière en club
En 1998, il commence sa carrière de joueur de hockey dans le championnat universitaire (NCAA) en jouant pour les Michigan State Spartans de l'Université de l'État du Michigan. Il finit la saison dans l'équipe type des recrues de la division, la Central Collegiate Hockey Association. Participant alors au repêchage d'entrée dans la Ligue nationale de hockey de 1999, il est choisi lors du deuxième tour par les Predators de Nashville, il est le 52e joueur choisi. Il ne décide pas pour autant de débuter dans la LNH et continue ses études universitaires. Il joue encore trois saisons avec les Spartans et en est même le capitaine lors des deux dernières saisons. Au cours de sa carrière universitaire, il remporte le titre de division en 2000 et 2001. En 2001-2002, il joue six matchs de la saison des Admirals de Milwaukee, équipe de la Ligue américaine de hockey affiliée aux Predators, ainsi qu'un match de la saison de ces derniers. Lors de ce match, il inscrit son premier point sur une passe décisive.
Lors de la saison suivante, il fait ses grands débuts dans la LNH en ne jouant qu'un match dans la LAH et 79 pour Nashville. Cette saison, il est également invité pour jouer dans la sélection des jeunes joueurs du 53e Match des étoiles de la LNH. En 2004-2005, à l'occasion du lock-out de la LNH, il joue la saison en seconde division finlandaise pour l'équipe du KalPa Kuopio. En compagnie de ces coéquipiers de la LNH, Kimmo Timonen et Sami Kapanen, il aide l'équipe à remporter le championnat et à rejoindre la première division.
À la reprise de la LNH pour la saison 2005-2006, il rejoint les Rangers de New York dans un échange à trois incluant Dominic Moore et Libor Pivko, les Rangers, les Penguins de Pittsburgh et un choix de repêchage. Ne parvenant pas à se faire une place dans l'effectif des Rangers, il est échangé en février 2007 en retour de Pascal Dupuis au Wild du Minnesota.
Laissé libre par le Wild à l'issue de la saison, il signe un contrat d'un an avec possibilité de jouer dans la LAH avec Pittsburgh, le 1er octobre. et il intègre l'effectif 2007-2008 des Penguins. Il parvient alors à la finale de la Coupe Stanley mais finalement l'équipe perd au sixième 4 matchs à 2 après avoir remporté le cinquième match de la finale sur la glace des Red Wings de Détroit au bout de trois prolongations. Le 1er juillet 2008, il signe un contrat de trois ans avec le Lightning de Tampa Bay.

### Trophées et honneurs personnels
- Central Collegiate Hockey Association
  - 1998-1999 - sélectionné dans l'équipe des recrues
  - 1999-2000 - sélectionné dans la seconde équipe type
  - 2000-2001 - sélectionné dans l'équipe All-Tournament
  - 2001-2002 - sélectionné dans l'équipe All-Academic
- National Collegiate Athletic Association
  - Champion en 2000 et 2001 avec les Michigan State Spartans
- Mestis
  - Champion en 2005 avec KalPa Kuopio
- Ligue nationale de hockey
  - Sélectionné dans l'équipe des jeunes joueurs pour jouer le 53e Match des étoiles

## Statistiques
| Saison     | Équipe                     | Ligue        |     | Saison régulière | Saison régulière | Saison régulière | Saison régulière | Saison régulière |   | Séries éliminatoires | Séries éliminatoires | Séries éliminatoires | Séries éliminatoires | Séries éliminatoires |
| Saison     | Équipe                     | Ligue        | PJ  | B                | A                | Pts              | Pun              | PJ               | B | A                    | Pts                  | Pun                  |                      |                      |
| 1997-1998  | États-Unis Jr.             | USHL         | 21  | 9                | 11               | 20               | 20               |                  |   |                      |                      |                      |                      |                      |
| 1998-1999  | Spartans de Michigan State | NCAA         | 36  | 16               | 7                | 23               | 74               |                  |   |                      |                      |                      |                      |                      |
| 1999-2000  | Spartans de Michigan State | NCAA         | 40  | 26               | 13               | 39               | 38               |                  |   |                      |                      |                      |                      |                      |
| 2000-2001  | Spartans de Michigan State | NCAA         | 42  | 18               | 12               | 30               | 42               |                  |   |                      |                      |                      |                      |                      |
| 2001-2002  | Spartans de Michigan State | NCAA         | 41  | 19               | 15               | 34               | 36               |                  |   |                      |                      |                      |                      |                      |
| 2001-2002  | Admirals de Milwaukee      | LAH          | 6   | 2                | 2                | 4                | 4                |                  |   |                      |                      |                      |                      |                      |
| 2001-2002  | Predators de Nashville     | LNH          | 1   | 0                | 1                | 1                | 0                |                  |   |                      |                      |                      |                      |                      |
| 2002-2003  | Admirals de Milwaukee      | LAH          | 1   | 0                | 0                | 0                | 2                |                  |   |                      |                      |                      |                      |                      |
| 2002-2003  | Predators de Nashville     | LNH          | 79  | 16               | 12               | 28               | 31               |                  |   |                      |                      |                      |                      |                      |
| 2003-2004  | Predators de Nashville     | LNH          | 79  | 13               | 14               | 27               | 37               | 6                | 2 | 1                    | 3                    | 2                    |                      |                      |
| 2004-2005  | KalPa Kuopio               | Mestis       | 36  | 23               | 17               | 40               | 28               | 9                | 2 | 3                    | 5                    | 4                    |                      |                      |
| 2005-2006  | Predators de Nashville     | LNH          | 75  | 14               | 15               | 29               | 40               | 5                | 1 | 0                    | 1                    | 0                    |                      |                      |
| 2006-2007  | Rangers de New York        | LNH          | 49  | 4                | 8                | 12               | 18               |                  |   |                      |                      |                      |                      |                      |
| 2006-2007  | Wild du Minnesota          | LNH          | 23  | 2                | 3                | 5                | 8                | 3                | 0 | 0                    | 0                    | 7                    |                      |                      |
| 2007-2008  | Penguins de Pittsburgh     | LNH          | 46  | 2                | 4                | 6                | 24               | 17               | 3 | 1                    | 4                    | 8                    |                      |                      |
| 2008-2009  | Lightning de Tampa Bay     | LNH          | 74  | 5                | 5                | 10               | 29               |                  |   |                      |                      |                      |                      |                      |
| 2009-2010  | Admirals de Norfolk        | LAH          | 79  | 16               | 25               | 41               | 47               |                  |   |                      |                      |                      |                      |                      |
| 2010-2011  | Lightning de Tampa Bay     | LNH          | 82  | 7                | 11               | 18               | 32               | 18               | 1 | 4                    | 5                    | 8                    |                      |                      |
| 2011-2012  | Lightning de Tampa Bay     | LNH          | 57  | 2                | 5                | 7                | 17               |                  |   |                      |                      |                      |                      |                      |
| 2012-2013  | EV Ravensburg              | 2.bundesliga | 17  | 11               | 4                | 15               | 39               |                  |   |                      |                      |                      |                      |                      |
| 2012-2013  | Lightning de Tampa Bay     | LNH          | 20  | 0                | 4                | 4                | 23               |                  |   |                      |                      |                      |                      |                      |
| 2012-2013  | Hurricanes de la Caroline  | LNH          | 6   | 0                | 0                | 0                | 0                |                  |   |                      |                      |                      |                      |                      |
| 2012-2013  | Flyers de Philadelphie     | LNH          | 11  | 0                | 0                | 0                | 0                |                  |   |                      |                      |                      |                      |                      |
| 2013-2014  | Flyers de Philadelphie     | LNH          | 80  | 4                | 5                | 9                | 23               | 7                | 0 | 1                    | 1                    | 7                    |                      |                      |
| 2014-2015  | HC Ambri-Piotta            | LNA          | 50  | 14               | 18               | 32               | 34               | 11               | 2 | 3                    | 5                    | 4                    |                      |                      |
| 2015-2016  | HC Ambri-Piotta            | LNA          | 40  | 11               | 10               | 21               | 24               | 6                | 0 | 1                    | 1                    | 2                    |                      |                      |
| 2016-2017  | HC Ambri-Piotta            | LNA          | 38  | 11               | 9                | 20               | 22               | 11               | 2 | 4                    | 6                    | 31                   |                      |                      |
| Totaux LNH | Totaux LNH                 | Totaux LNH   | 682 | 69               | 87               | 156              | 282              | 56               | 7 | 7                    | 14                   | 32                   |                      |                      |

## Carrière internationale
Depuis 1999, il représente les États-Unis lors de certaines compétitions internationales :
Championnat du monde junior
- 1999 - 8e place
- 2000 - 4e place

Championnat du monde
- 2000 - 5e place
- 2001 - 4e place
- 2004 -  Médaille de bronze
- 2005 - 6e place
- 2006 - 7e place
- 2007 - 5e place